# 哥塔Go 244运输机
哥塔Go 244运输机（Gotha Go 244）是納粹德國空軍在二战期间使用过的一种运输机，是哥塔Go 242滑翔运输机的自带动力版本。1942年3月，德国空军在希腊的作战单位首先列装了Go 244的初期型号。另有些飞机被送交给在北非和东线的运输机联队，但该机在北非表现不佳，极易被防空炮击毁，在只服役了短短数月后，Go 244被撤下北非战场。